# Andreas Gadh
Andreas Gadh, död 1510, var en svensk präst och canonicus. 

## Biografi
Gadh var bror till electus Hemming. Han blev 1475 kyrkoherde i Hagebyhöga församling. Gadh blev 1507 canonicus och kyrkoherde i Landeryds församling.